# Myrmica colax
Myrmica colax är en myrart som först beskrevs av Arthur C. Cole 1957.
Myrmica colax ingår i släktet rödmyror och familjen myror. IUCN kategoriserar arten globalt som sårbar. Inga underarter finns listade i Catalogue of Life.

## Bildgalleri

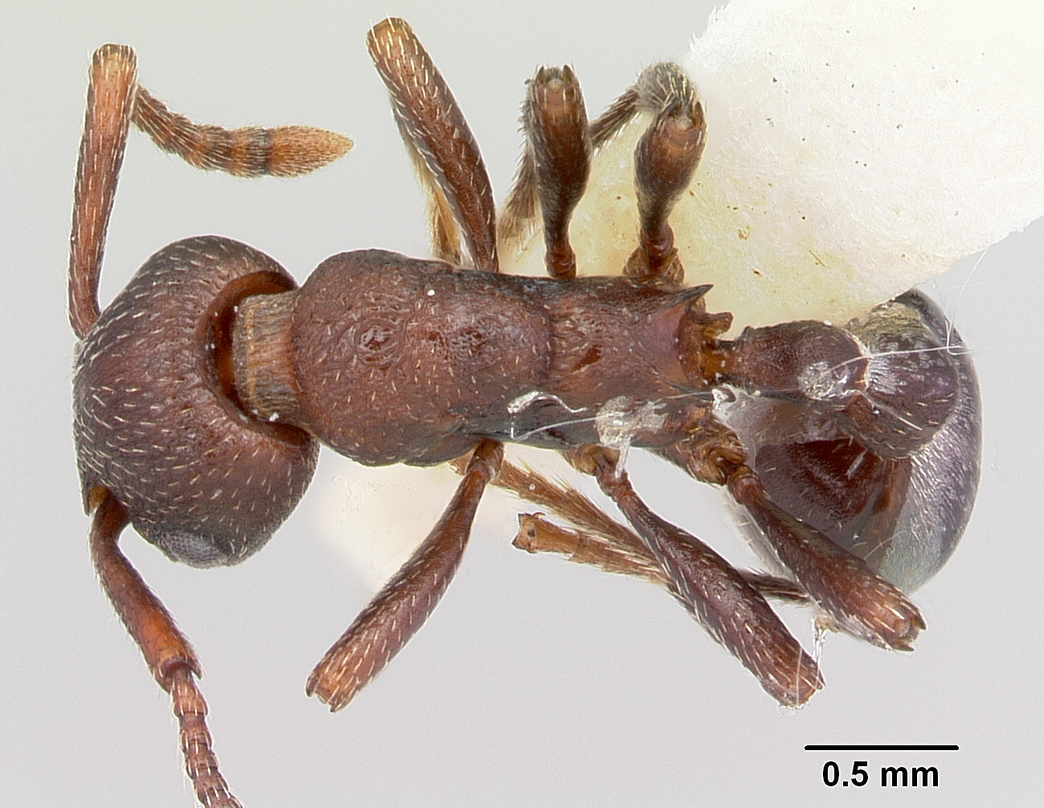
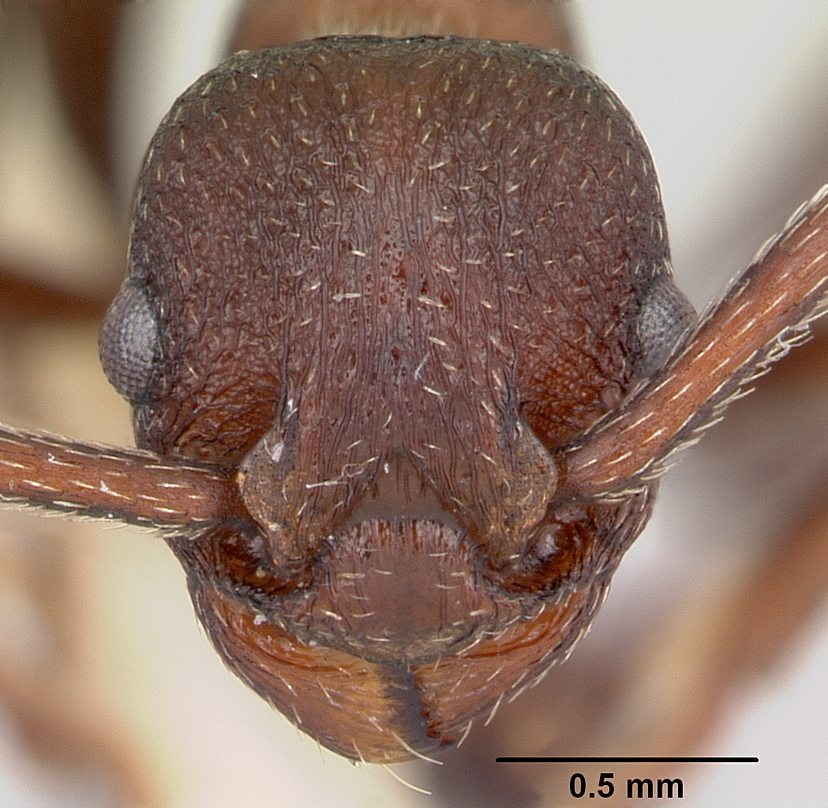
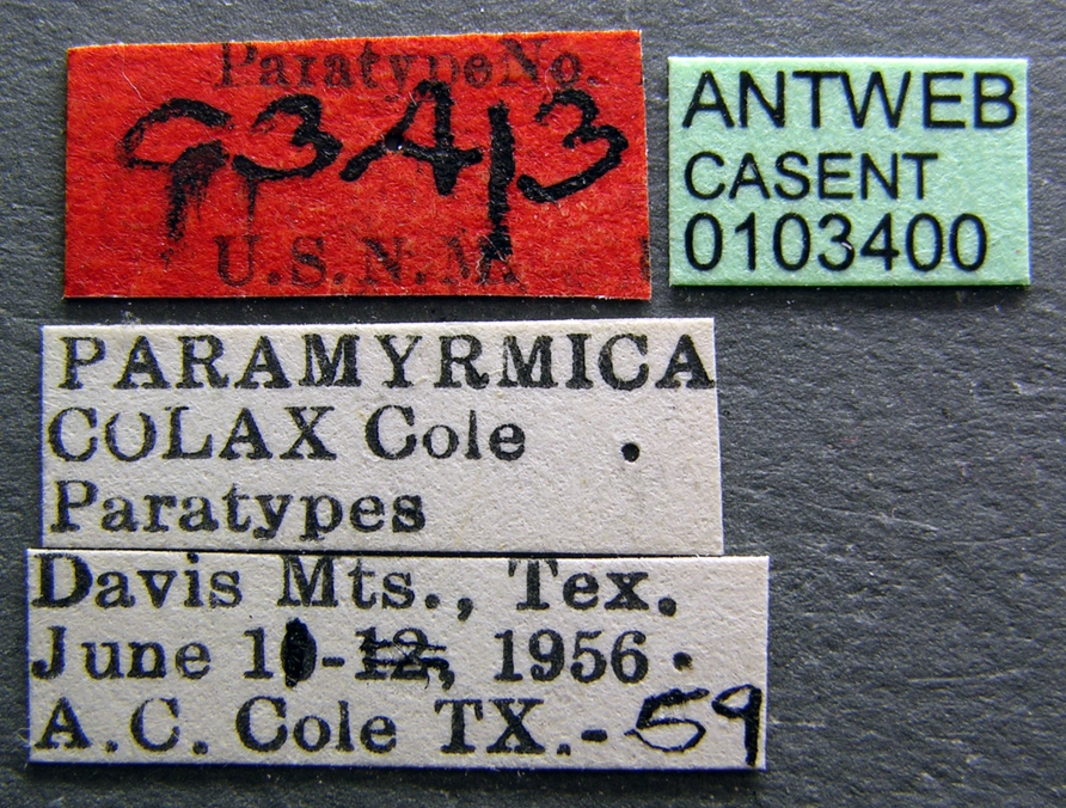